# 교황 베네딕토 13세
교황 베네딕토 13세(라틴어: Benedictus PP. XIII, 이탈리아어: Papa Benedetto XIII)는 제245대 교황(재위: 1724년 5월 29일 - 1730년 2월 21일)이다. 세속명은 피에트로 프란체스코 오르시니(이탈리아어: Pietro Francesco Orsini)이다.

## 생애
1649년 2월 2일 이탈리아의 그라비나인푸그리아에서 그라비나 공작의 아들이자 상속자로 태어났다. 그러나 가족들의 반대에도 불구하고 모든 권리를 포기하여 동생에게 넘겨준 후 도미니코회에 입회하여 수사가 된 후 학업과 고행에 힘썼다. 나폴리, 볼로냐, 베네치아에서 철학과 신학을 공부한 후 브레시아에서 교사가 되었다. 비록 세속을 떠났으나 가문의 영향으로 23세에 추기경이 되고 3년 후 만프레도니아, 체세나, 베네벤토의 주교령을 소유하게 되었다. 1724년 2개월간 지속된 콘클라베에서 교황으로 선출되어 베네딕토 13세로 명명하였다.
베네딕토 13세는 신앙적으로는 뛰어났으나 행정과 외교 면에서는 부족하였다. 그러나 얀센파에 대해서는 강경한 태도를 취하였다. 수도회의 발전을 촉진시키고 1725년에는 로마 지방 공의회를 개최하였다. 베네딕토 13세는 사르데냐 왕국의 사보이아 왕가와는 친선 관계를 회복하였으나 포르투갈 왕국과는 관계가 좋지 않았다.
| 전임 인노첸시오 13세 | 제245대 교황 1724년 5월 29일 - 1730년 2월 21일 | 후임 클레멘스 12세 |

## 같이 보기
- 오르시니가
- 교황 목록